# Conus boavistensis
Espèce
Statut de conservation UICN

 LC  : Préoccupation mineure
Conus boavistensis est une espèce de mollusques gastéropodes marins de la famille des Conidae.
Comme toutes les espèces du genre Conus, ces escargots sont prédateurs et venimeux. Ils sont capables de « piquer » les humains et doivent donc être manipulés avec précaution, voire pas du tout.

## Description
La taille d'une coquille adulte atteint une longueur de 13 mm à 20 mm.

## Distribution
Cette espèce se trouve dans l'océan Atlantique au large de l'île de Boa Vista, Cap-Vert.

### Niveau de risque d’extinction de l’espèce
Selon l'analyse de l'UICN réalisée en 2011 pour la définition du niveau de risque d'extinction, cette espèce est endémique aux îles du Cap-Vert et limitée à l'île occidentale de Boa vista où elle se trouve dans presque tous les sites appropriés autour de la partie nord de l'île sur une distance de 65 km. Presque tout le développement a lieu au sud de Sal-Rei sur Boavista avec un nouvel aéroport international récemment ouvert et de grands hôtels et autres infrastructures touristiques, en particulier autour de la capitale Sal Rei, cependant comme la population se trouve dans la partie nord de l'île, elle n'est pas perçue comme une menace pour l'espèce sur la base des plans actuels, donc l'espèce est évaluée comme étant de préoccupation mineure.

## Taxonomie

### Publication originale
L'espèce Conus boavistensis a été décrite pour la première fois en 1990 par le malacologiste espagnol Emilio Rolán Mosquera (d) (1935-) dans la publication intitulée « Iberus »,.

### Synonymes
- Africonus barrosensis T. Cossignani & Fiadeiro, 2017 · non accepté
- Africonus boavistensis (Rolán & F. Fernandes, 1990) · appellation alternative
- Africonus varandinhensis T. Cossignani & Fiadeiro, 2017 · non accepté (combinaison originale)
- Conus (Lautoconus) boavistensis Rolán & F. Fernandes, 1990 · appellation alternative

## Identifiants taxonomiques
Chaque taxon catalogué par les bases de données biologiques et taxonomiques possède un identifiant qui permet d'établir un point de référence. Les identifiants de Conus boavistensis dans les principales bases sont les suivants :
CoL : XX27 - GBIF : 5728140 - iNaturalist : 150317 - IRMNG : 10830936 - TAXREF : 153732 - UICN : 192306 - 